# Leptomeria furtiva
Leptomeria furtiva är en tvåhjärtbladig växtart som beskrevs av B.J. Lepschi. Leptomeria furtiva ingår i släktet Leptomeria och familjen Amphorogynaceae. Inga underarter finns listade i Catalogue of Life.